# Leonzio Teotochite
Leonzio Teotochite (... – dopo il 1189) è stato un arcivescovo ortodosso bizantino, Patriarca ecumenico di Costantinopoli per 6 o 7 mesi nel 1189.